# 7 Seeds
7 Seeds (japanisch 7SEEDS) ist eine Manga-Serie von Yumi Tamura aus dem Jahr 2001. 2019 erschien ein Web-Anime von Studio Gonzo mit 24 Folgen zum Manga.

## Handlung
Als Astronomen vorhersagen, dass die Erde von einem Meteoriten getroffen wird, treffen sich die Staats- und Regierungschefs der Welt, um einen Plan für das Überleben des Menschen zu entwickeln, der als Seven Seeds-Projekt bezeichnet wird. Jedes Land ist damit einverstanden, eine Anzahl gesunder junger Menschen durch Kryotechnik zu erhalten, damit sie die Zerstörungen überleben können. Nachdem ein Computer festgestellt hat, dass die Erde wieder sicher für das menschliche Leben ist, wird jede Gruppe wiederbelebt.
Die japanische Regierung wählt fünf Gruppen von Überlebenden mit den Namen Winter, Frühling, Sommer A, Sommer B und Herbst aus. Jede Gruppe besteht aus sieben Mitgliedern, denen nicht gesagt wird, was passieren wird, bevor sie in die kryonische Erhaltung gebracht werden, und einem erwachsenen Führer, der im Überleben in der Wildnis geschult ist. Diese Gruppen sind über ganz Japan verstreut. Die Sommergruppen im südlichen und nördlichen Kyūshū, der Herbst im westlichen Honshū, der Frühling im zentralen Honshū bei Tokio und der Winter in Hokkaidō.
Viele Jahre später, aus dem kryogenen Schlaf erwacht, befinden sich die jungen Männer und Frauen in einer feindlichen Umgebung, in der kein menschliches Leben mehr herrscht. Ihr ehemaliges Heimatland Japan hat sich stark verändert. Ganz allein müssen sie sich nur auf sich selbst verlassen, um in der neuen Welt zu überleben.

## Manga
Die Mangaserie wurde zuerst ab November 2001 im Magazin Bessatsu Shōjo Comic veröffentlicht. Im April 2002 wechselte die Serie ins an junge Frauen gerichtete Magazin Flowers. Dort wurde der Manga im Mai 2017 abgeschlossen. Die Kapitel wurden von Shogakukan auch in 35 Sammelbänden veröffentlicht.
Eine italienische Übersetzung erschien bei Pika Édition, eine chinesische bei Tong Li Publishing.

## Hörspielserie
2003 bis 2004 wurde ein Hörspiel zum Manga im Radio ausgestrahlt. Die insgesamt neun Folgen erschienen dann 2004 auf 3 CDs. Mit Band 35 des Mangas erschien 2017 ein viertes Hörspiel auf CD, das als Limited Edition nur zusammen mit dem Buch erhältlich war.

## Animeserie
Der Anime entstand beim Studio Gonzo unter der Regie von Yukio Takahashi und nach einem Drehbuch von Tōko Machida. Das Charakterdesign entwarf Yōko Satō und die künstlerische Leitung lag bei Yusuke Ikeda. Für den Ton war Yota Tsuruoka verantwortlich und Shigeki Asakawa war für die Kameraführung zuständig.
Die Serie 24 je 25 Minuten langen Folgen wurde in zwei Teilen veröffentlicht. Die ersten 12 Folgen wurden am 28. Juni 2019 auf Netflix veröffentlicht, die zweite Hälfte dann am 26. März 2020. Die Serie erschien neben der japanischen auch in diversen Synchronfassungen, darunter eine deutsche Übersetzung. Außerdem englische, spanische, französische, italienische und portugiesische Synchronversionen.

### Synchronisation
Die deutsche Synchronfassung entstand bei RRP Media unter der Regie von Matthias Müntefering und nach einem Dialogbuch von Jana Franziska Krüger.
| Rolle             | japanischer Sprecher (Seiyū) | deutsche Sprecher   |
| ----------------- | ---------------------------- | ------------------- |
| Natsu Iwashimizu  | Nao Toyama                   | Jennifer Weiß       |
| Arashi Aota       | Jun Fukuyama                 | Nicolas Rathod      |
| Hana Sugurono     | Yōko Hikasa                  | Jenny Maria Meyer   |
| Haru Yukima       | Hirofumi Nojima              | Sascha Werginz      |
| Botan Saotome     | Yoko Somi                    | Anne Patricia Reetz |
| Momotaro Nobi     | Ryo Hirohashi                | Lukas Müntefering   |
| Ran Shishigaki    | Mayumi Asano                 | Bianca Warnek       |
| Akiwo Haza        | Kenta Miyake                 | Bernd Egger         |
| Takahiro Aramaki  | Nozomu Sasaki                | Lasse Dreyer        |
| Ango              | Kensho Ono                   | Paul-Lino Krenz     |
| Chisa Taiami      | Mamiko Noto                  | Daniela Molina      |
| Kaname Mozunoto   | Kazuhiko Inoue               | Bastian Sierich     |
| Mansaku Tsunomata | Ryotaro Okiayu               | Dennis Sandmann     |

### Musik
Michiru komponierte den Soundtrack der Serie. Für den Vorspann verwendete man das Lied Ark, gesungen vom Amatsuki, das Abspannlied ist Wish von Majiko. Der Abspann des zweiten Teils ist mit dem Lied Synchro von Cider Girl unterlegt.